# Khader Yousef
Khader Yousef Abu Hammad (arabul: خضر يوسف; Betlehem, 1984. október 6. –) palesztin labdarúgó, az élvonalbeli Taraji Wadi Al-Nes középpályása.
2008-ban a Jordánia elleni meccsre hívták be a palesztin labdarúgó-válogatottba, ez volt a nemzeti csapat első FIFA által elismert meccse az 1930-as évek óta. Azóta részt vett a 2010-es Nyugat-Ázsia-bajnokságon, a 2010-es AFC Challange-kupa-selejtezőkön, a 2012-es AFC Challange-kupa-selejtezőkön és a 2014-es vb-selejtezőkön.